# Relations entre la Libye et la Russie

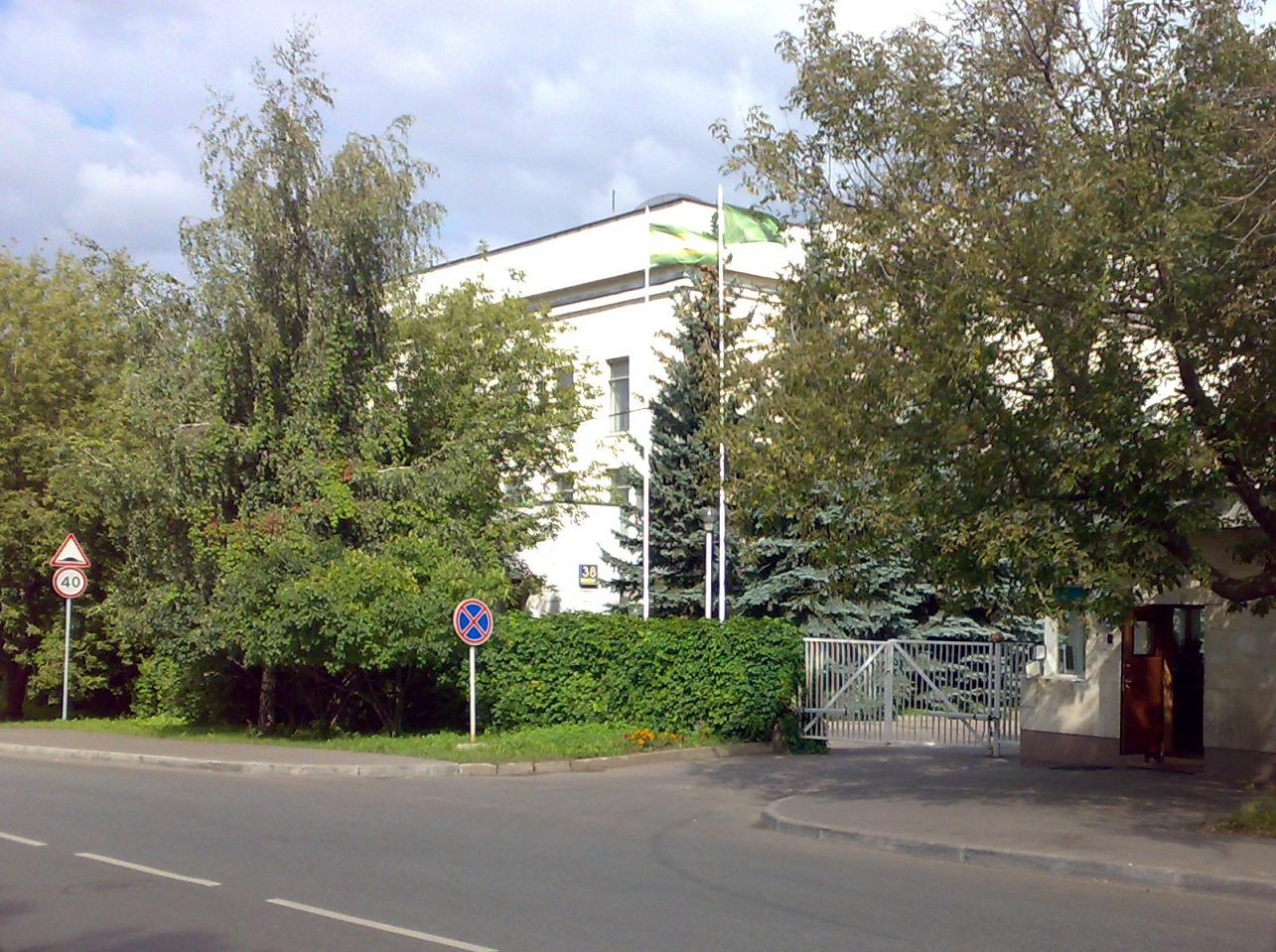
L'ambassade libyenne à Moscou en 2008.

Les relations entre la Libye et la Russie (en russe :  Российско-ливийские отношения ou Ливийско-российские отношения) démarrent en 1955, peu de temps après l'établissement du royaume de Libye et la dissolution de la Libye italienne. La Russie a une ambassade à Tripoli tandis que la Libye a une ambassade à Moscou.

## Histoire des relations libyo-russes
Mouammar Kadhafi était un proche allié de l'URSS pendant la guerre froide, ce contact diplomatique s'est maintenu après 1991.
En avril 2008, Vladimir Poutine est devenu le premier président russe à avoir visité la Libye. Bien que la Russie ait critiqué l'intervention militaire de l'OTAN en 2011 en Libye, le président Dmitri Medvedev estime que le colonel Kadhafi a perdu toute légitimité et doit quitter le pouvoir. La diplomatie russe a cependant conservé une mission diplomatique avec la Jamahiriya arabe libyenne jusqu'en septembre 2011, date à laquelle elle reconnaît l'autorité du Conseil national de transition (CNT).
L'embargo russe sur les armes imposé pendant la guerre civile libyenne a été levé le 7 mai 2012, alors que la Libye souhaite reprendre les contrats passés avec la Russie, suspendus en 2011.
En mars 2013, le groupe pétrolier russe Tatneft a annoncé avoir repris ses activités en Libye. En octobre de la même année, l'ambassade russe à Tripoli est attaquée[réf. souhaitée]. Tous les diplomates russes et leurs familles sont évacués, du fait de l'incapacité du nouveau gouvernement à protéger les diplomates et l'ambassade[réf. souhaitée].
Le 2 septembre 2020, selon un rapport de l'ONU, La Russie a accru son soutien logistique à une entreprise militaire privée en Libye. Entre novembre et juillet, quelque 338 avions cargo militaires sont partis de Syrie pour la Libye afin d'aider les combattants de la société militaire privée le groupe Wagner.